# Römermuseum Pachten

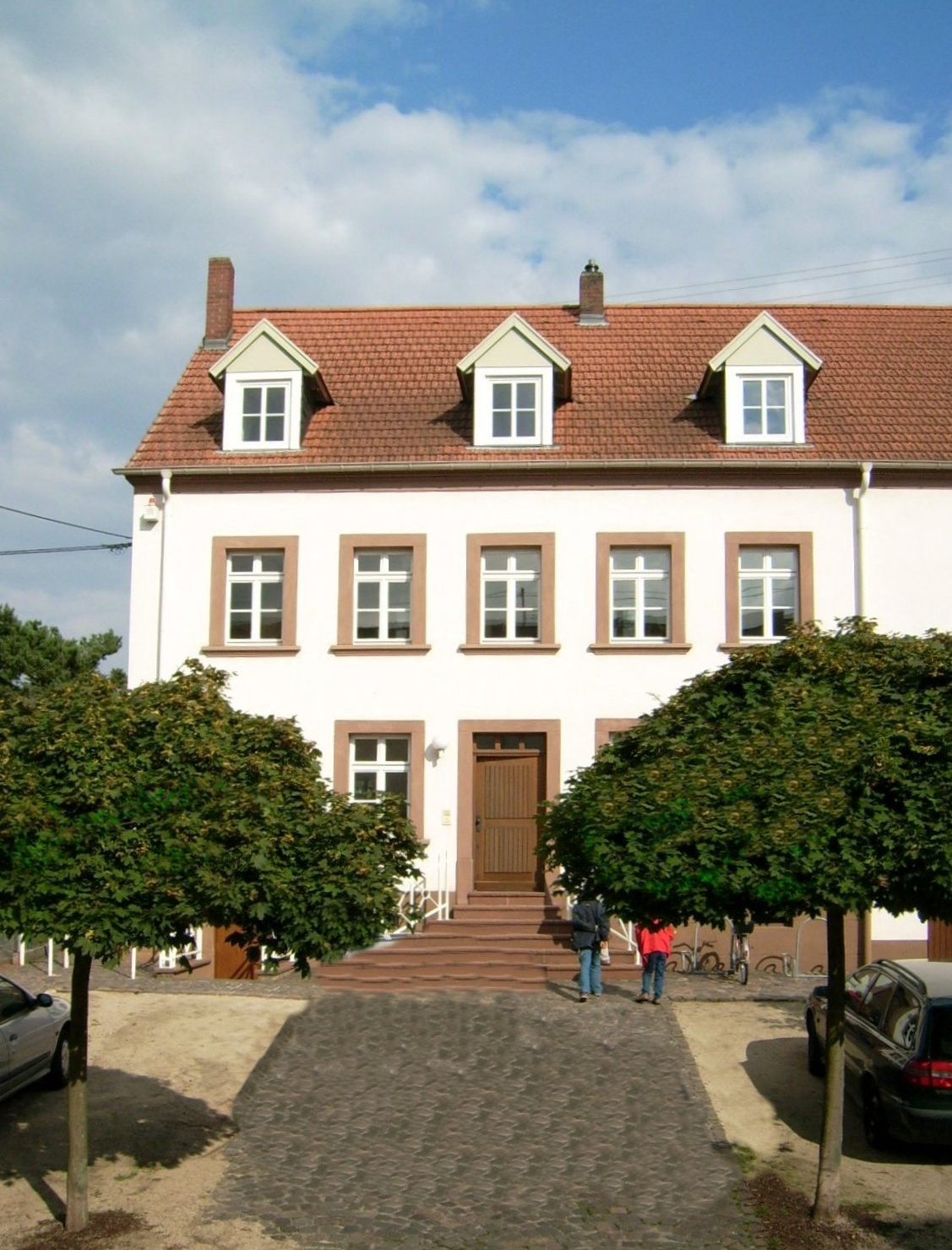
Römermuseum Pachten

Das Römermuseum Pachten ist ein Museum für Vor- und Frühgeschichte und dokumentiert vornehmlich die römische Vergangenheit des Dillinger Ortsteiles Pachten. Es besteht seit 1990 und wurde vom Förderverein Museum Pachten e.V. gegründet und geleitet. Seit März 2022 ist das Museum, welches in einem ehemaligen Bauernhaus des frühen 20. Jahrhunderts untergebracht ist, in Trägerschaft der Stadt Dillingen. Schwerpunkt der Ausstellung ist die Dokumentation der gallo-römischen Epoche des ehemaligen bedeutenden Handelsknotenpunkts, dem Vicus Contiomagus und dem etwas später erbauten Kastell, welche sich zu Zeiten der Römer an der Stelle Pachtens befanden.
Der römische Ursprung Pachtens ist etwa seit dem 17. Jahrhundert bekannt. Viele der Exponate stammen auch aus dem dortigen Brandgräberfeld, das zu den größten im gesamten südwestdeutschen Raum zählt. Es werden jedoch auch Funde aus der Stein-, Bronze-, Eisenzeit und der Ära der Kelten gezeigt. 
Im Bereich der ehemaligen Scheune werden in unterschiedlichen Abständen auch Wechselausstellungen gezeigt.
Seit 2022 ist das Museum aufgrund von Renovierungs- und Umbauarbeiten auf unbestimmte Zeit geschlossen.

## Virtueller Rundgang

Steinzeit
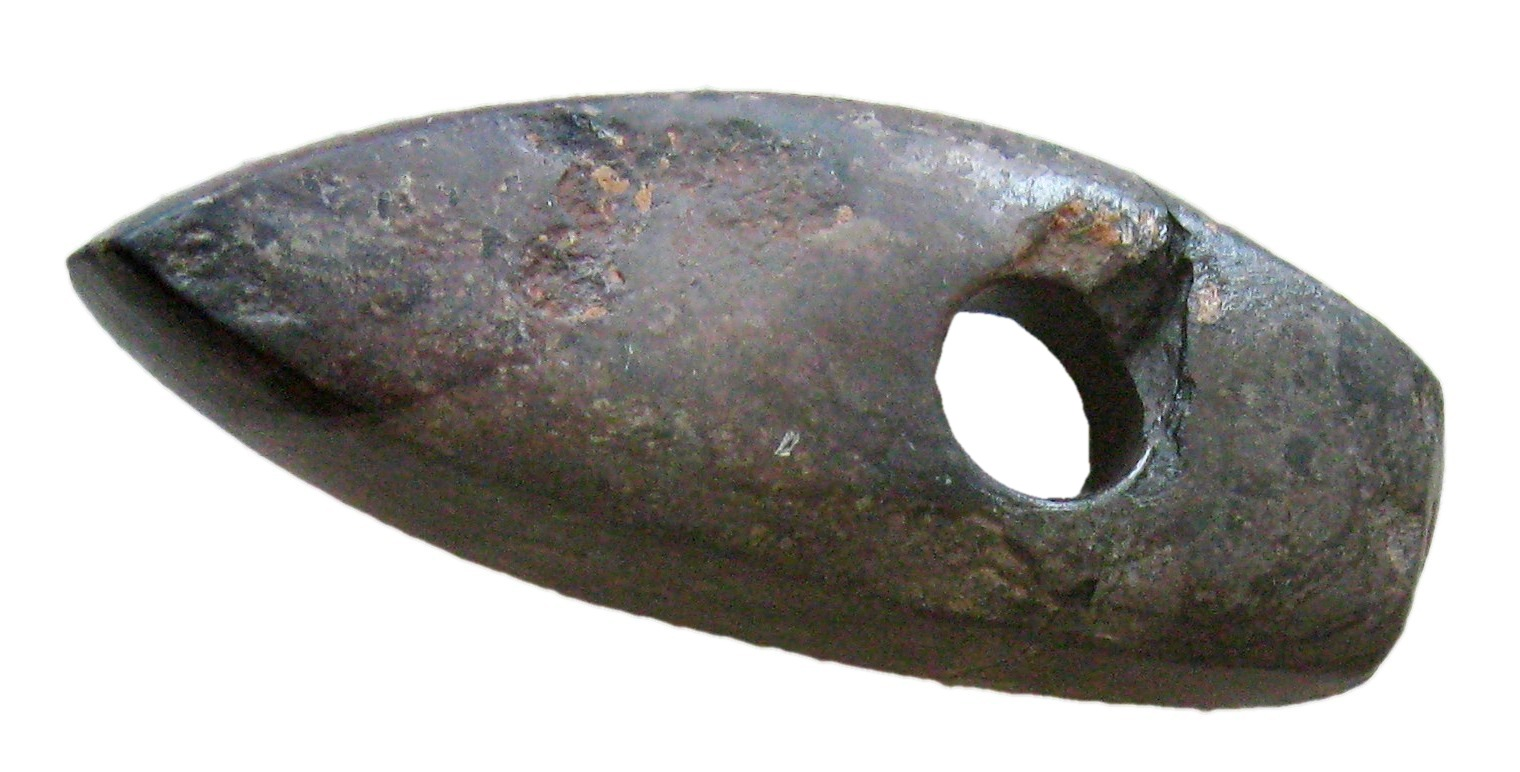
Steinaxt
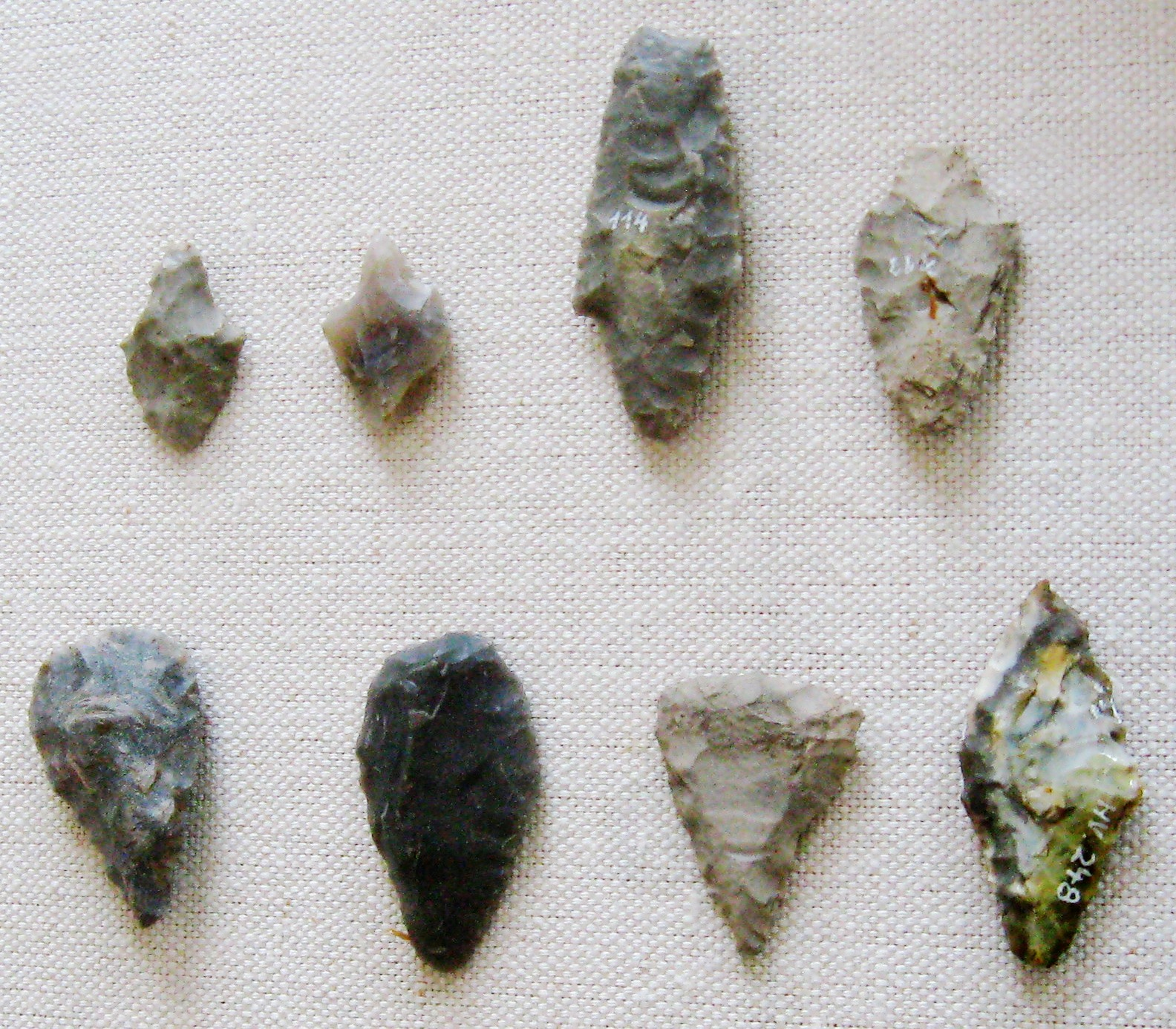
Pfeilspitzen
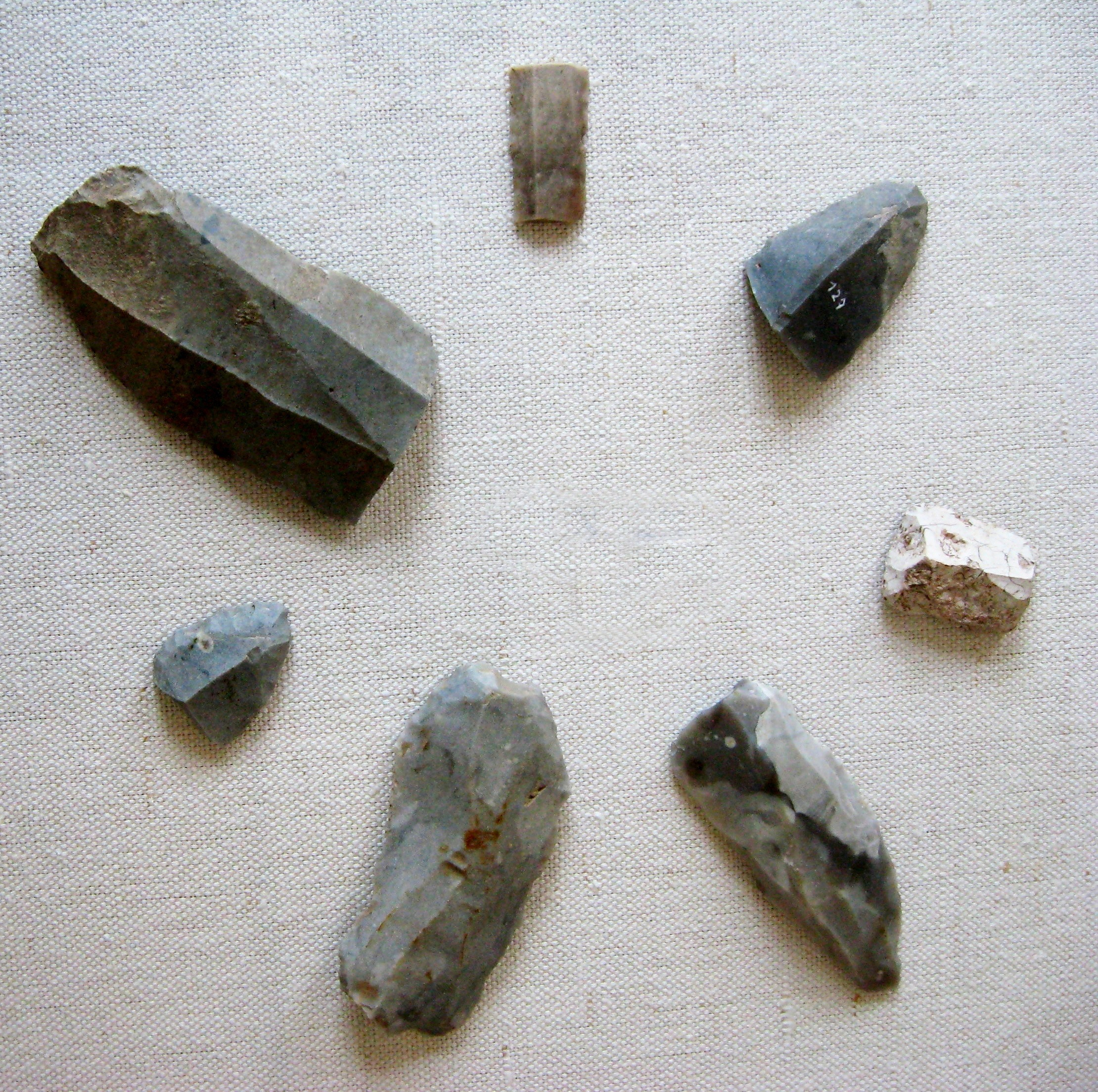
Steinklingen

Römerzeit
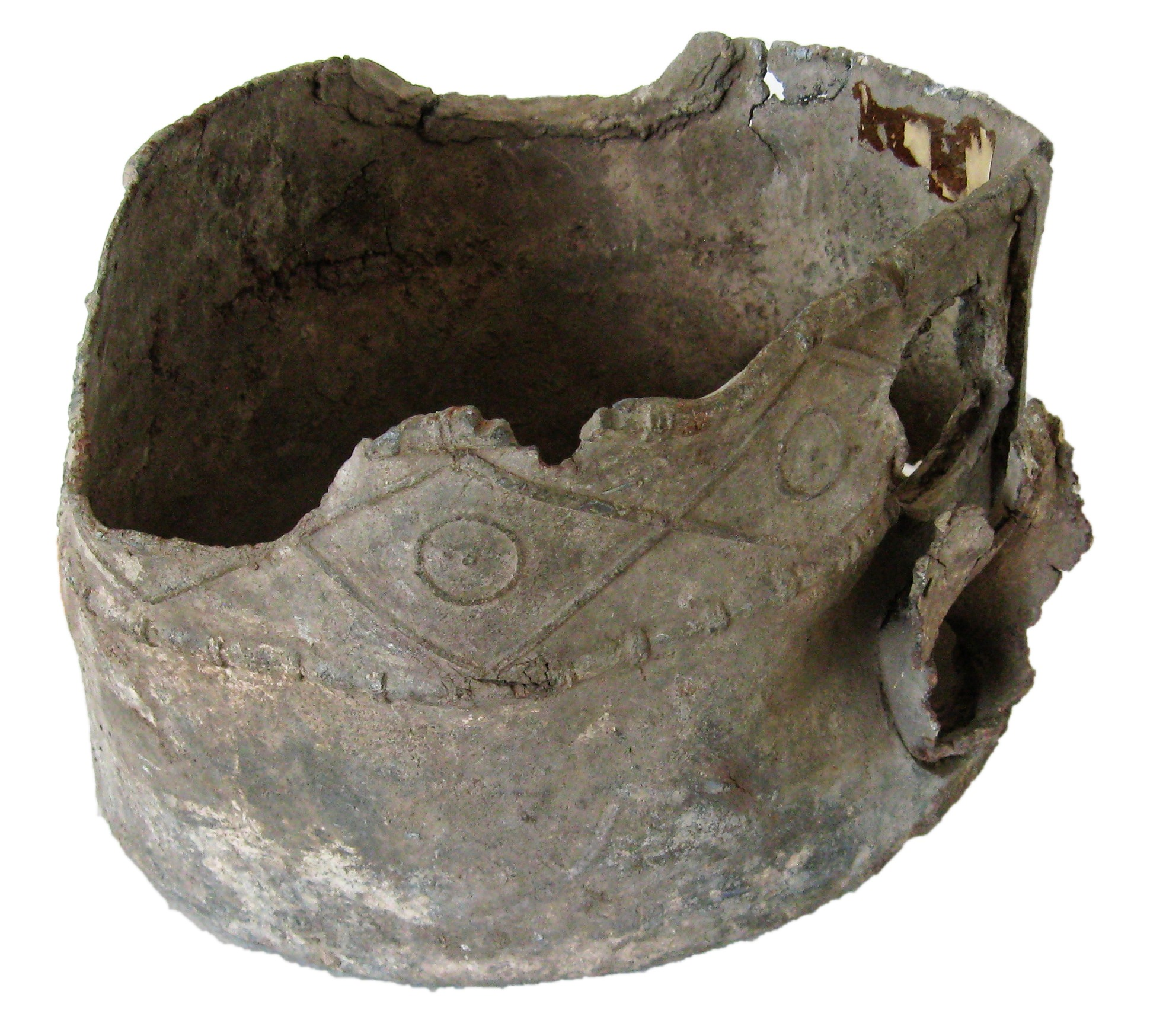
Römischer Wasserverteilertopf aus Blei
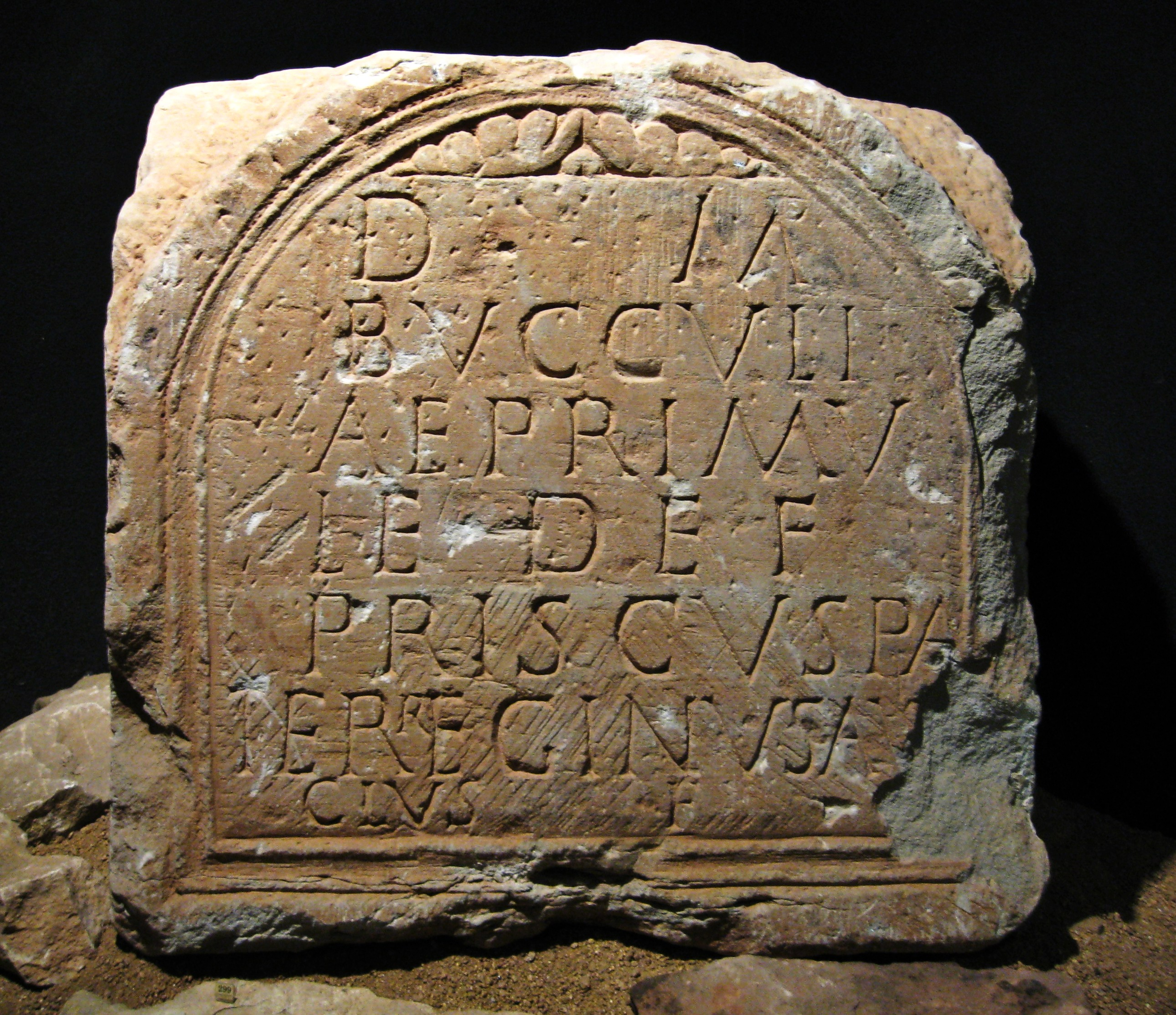
Grabstein DM BVCCVLIAE PRIMVL(A)E DEF (VNCTAE) PRISCVS PATER REGINVS AVCLS F(ECIT). Den Göttlichen manen. Der Verstorbenen Bucculia Primula hat ihr Vater Priscus dies fertigen lassen. Aeninus Auclus hat die Arbeit ausgeführt.
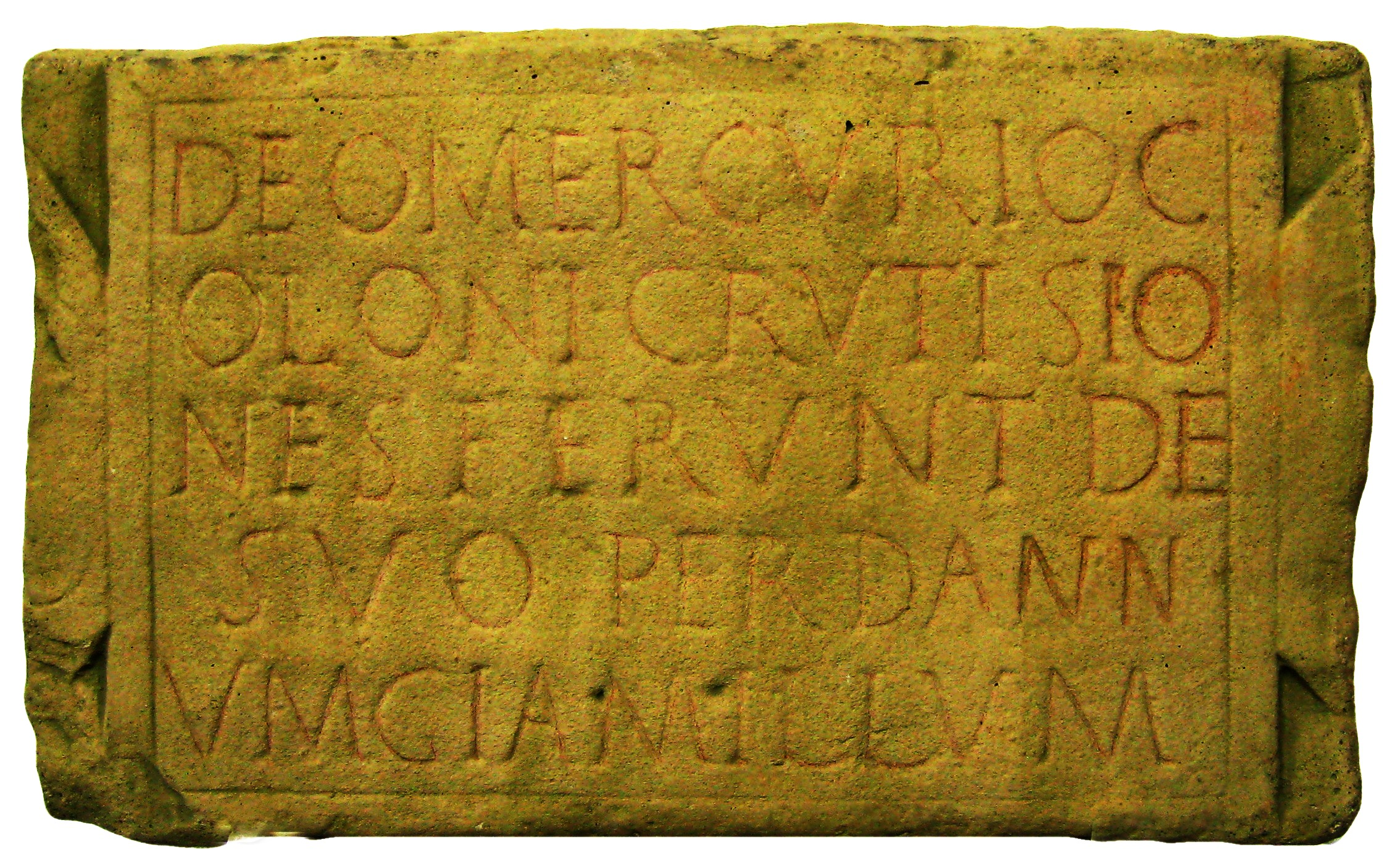
Merkurstein DEOMERCURIOC OLONICRVTISIO NESFERVNTDE SVOPERDANN VMGIAMILLVM Dem Gott Merkur errichteten dies von sich aus die Kolonen von Crutisio durch Dannus
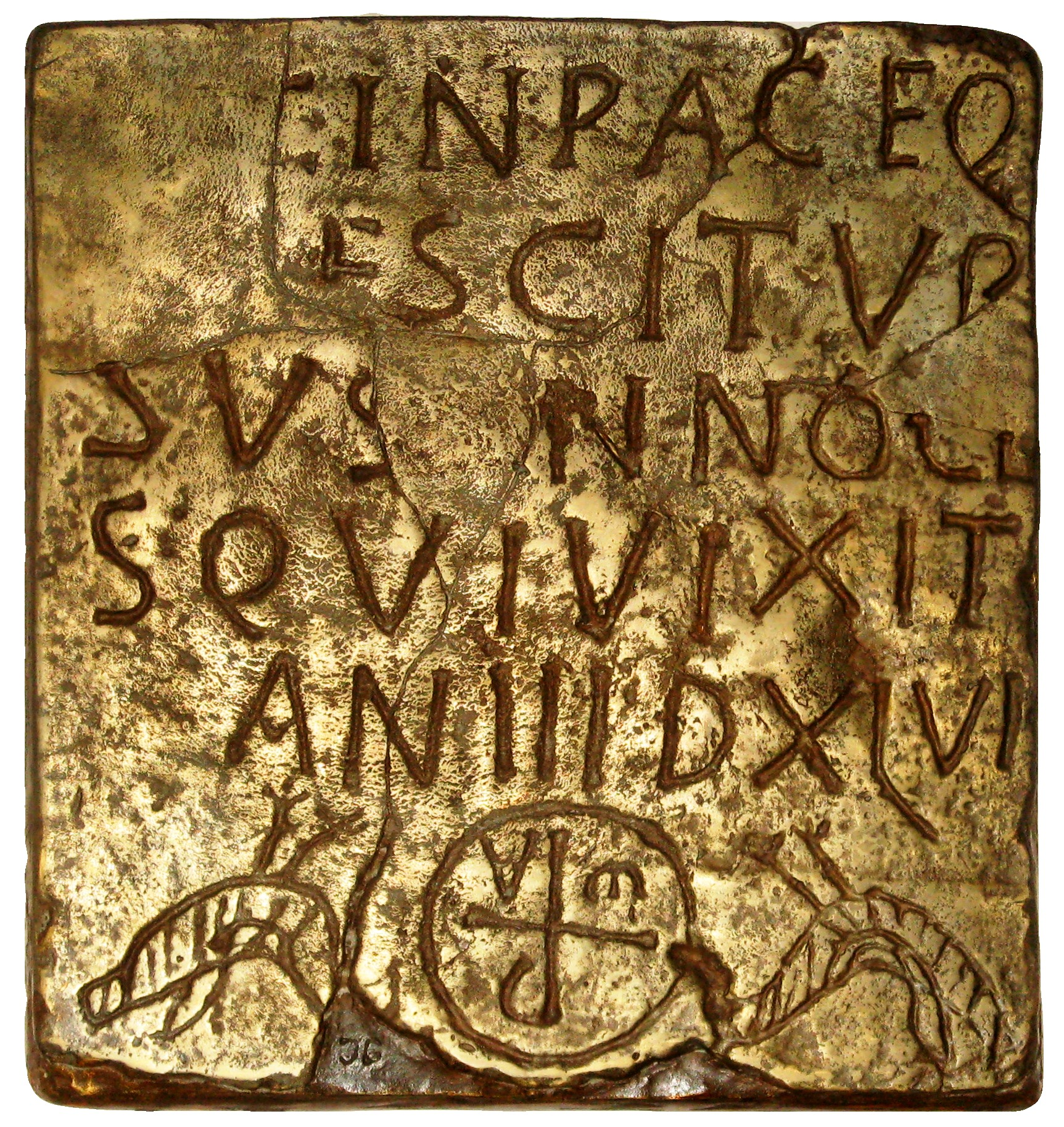
Ursusstein IN PACE QUI ESCIT UR SUS INNOCEN S QUI VIXIT AN III D XLVI In Frieden ruht hier der unschuldige Ursus, der drei Jahre und 46 Tage gelebt hat.
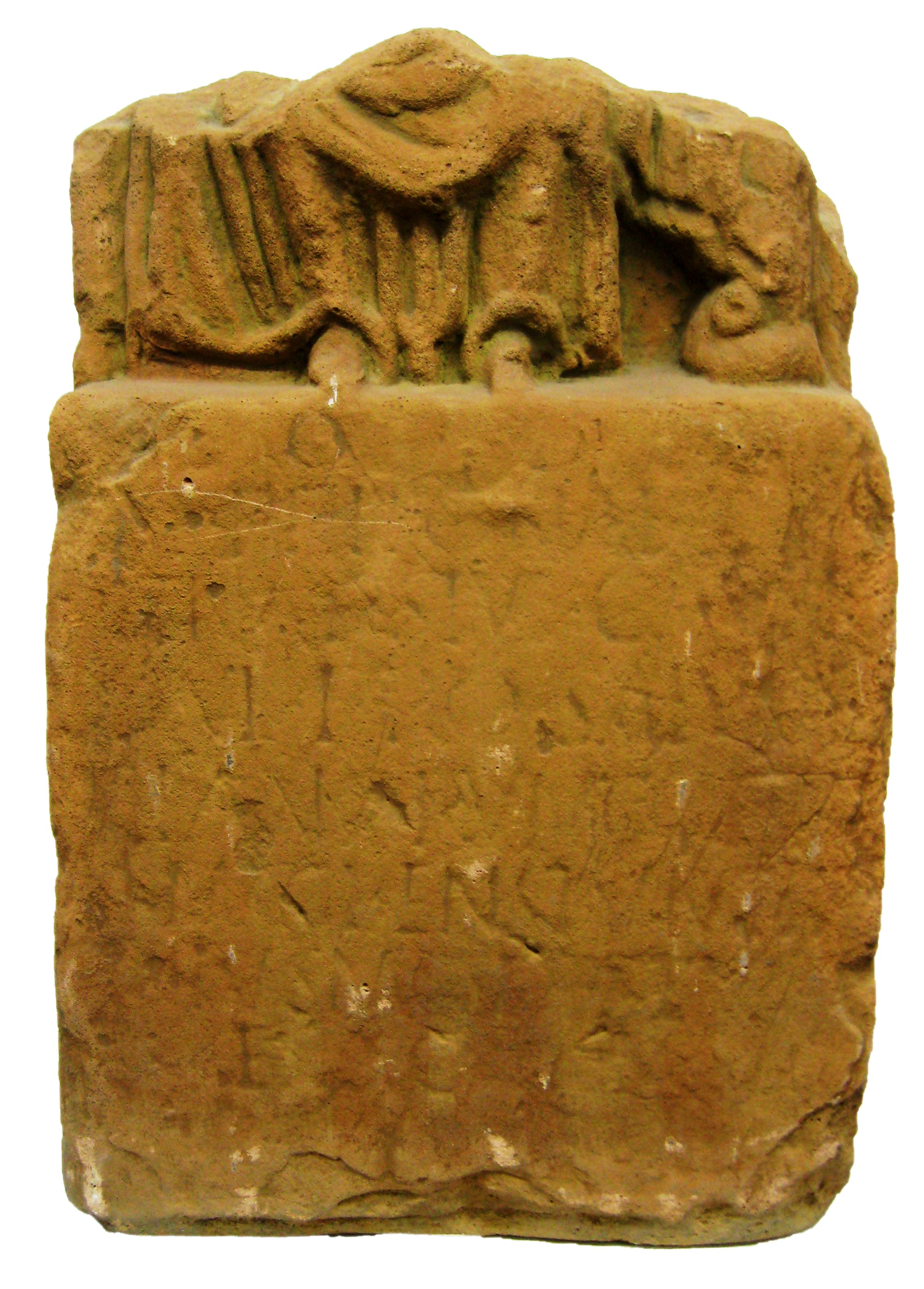
Contiomagusstein O.D. T.PRIITONAE. DI VINAE SIVE CA... IONI PRO SALVTE VICANORVM CONTI OMAGUS ENSIVMTER TINIUS MODESTVS F.C.V.S. Der göttlichen Pritona oder Ca...ioni zum Heile der Bewohner von Contiomagus Tertinius Modestus

Franken
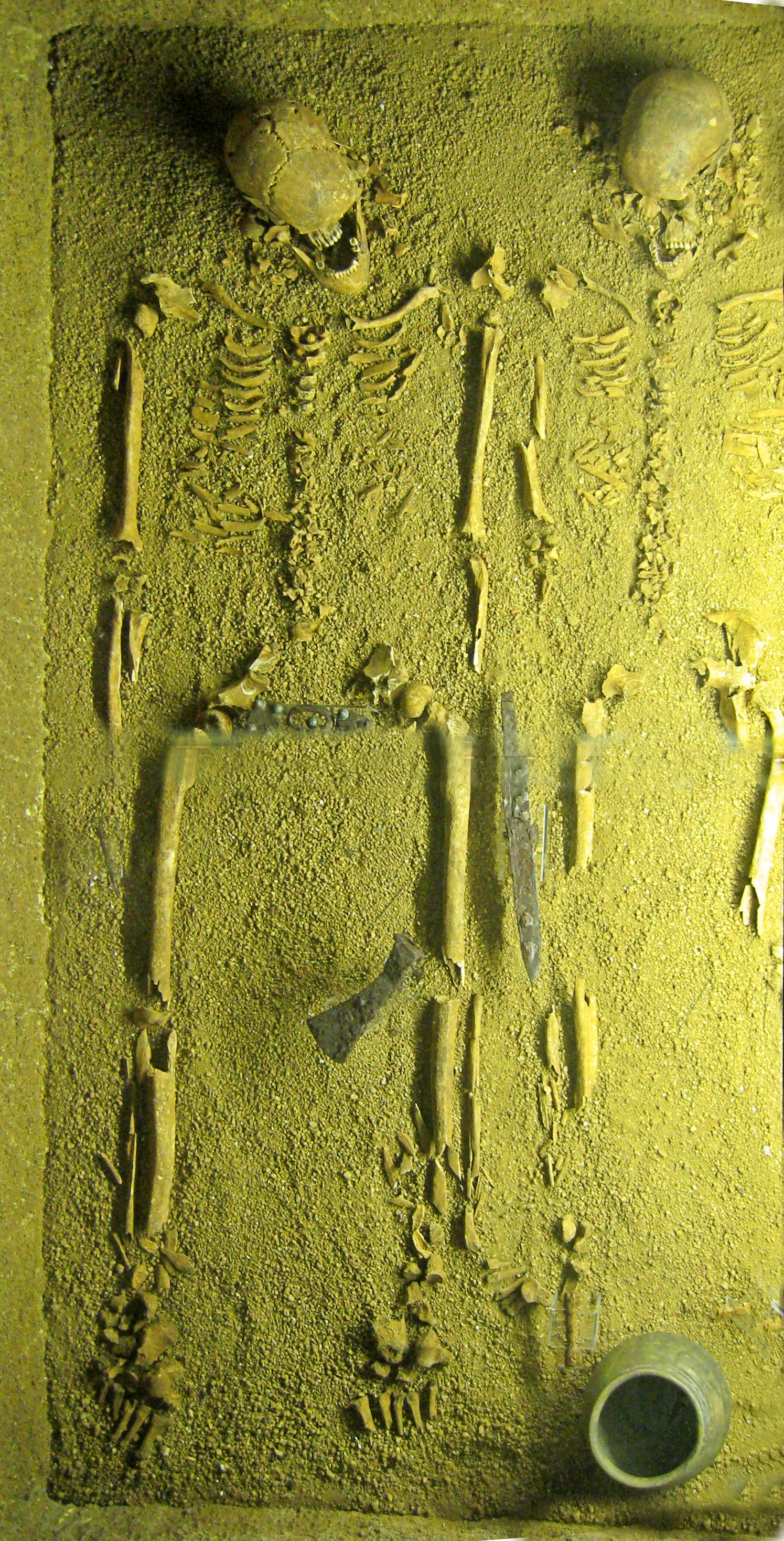
Fränkische Körperbestattung